# Matt Bianco
Matt Bianco — британская поп-группа.
AllMusic относит Matt Bianco к поп-музыке, при этом отмечая в её творчестве большое влияние джаза, латинcкой музыки и лаунджа.